# Ал-Пенедес
Ал-Пенеде́с — район (кумарка) Каталонії (кат. Alt Penedès). Столиця району — м. Білафранка-дал-Панадес (кат. Vilafranca del Penedès). 

## Демографічні дані
| 1497 f | 1515 f | 1553 f | 1717  | 1787   | 1857   | 1877   | 1887   | 1900   | 1910   |
| ------ | ------ | ------ | ----- | ------ | ------ | ------ | ------ | ------ | ------ |
| 929    | 930    | 1.229  | 7.605 | 14.758 | 36.497 | 39.298 | 44.545 | 41.362 | 42.904 |

| 1920   | 1930   | 1940   | 1950   | 1960   | 1970   | 1981   | 1990   | 1992   | 1994   |
| ------ | ------ | ------ | ------ | ------ | ------ | ------ | ------ | ------ | ------ |
| 45.778 | 47.681 | 46.799 | 46.091 | 47.281 | 56.415 | 64.834 | 69.468 | 70.399 | 72.261 |

| 1996   | 1998   | 2000   | 2002   | 2004   | 2006   | 2008 | 2010 | 2012 | 2014 |
| ------ | ------ | ------ | ------ | ------ | ------ | ---- | ---- | ---- | ---- |
| 73.196 | 74.566 | 77.622 | 82.678 | 89.444 | 96.779 | -    | -    | -    | -    |

## Муніципалітети
Населення муніципалітетів у 2001 р.
- Абіньюнет-дал-Панадес (кат. Avinyonet del Penedès) — населення 1.588 осіб;
- Ал-Пла-дал-Панадес (кат. Pla del Penedès, el) — населення 891 особа;
- Білафранка-дал-Панадес (кат. Vilafranca del Penedès) — населення 36.656 осіб;
- Білубі-дал-Панадес (кат. Vilobí del Penedès) — населення 1.071 особа;
- Жаліза (кат. Gelida) — населення 6.151 особа;
- Кастальєт-і-ла-Ґурнал (кат. Castellet i la Gornal) — населення 2.044 особи;
- Кастельбі-да-ла-Марка (кат. Castellví de la Marca) — населення 1.596 осіб;
- Ла-Ґраназа (кат. Granada, la) — населення 1.866 осіб;
- Лас-Кабаньяс (кат. Cabanyes, les) — населення 842 особи;
- Мадіона (кат. Mediona) — населення 2.251 особа;
- Пакс-дал-Панадес (кат. Pacs del Penedès) — населення 831 особа;
- Пунтонс (кат. Pontons) — населення 556 осіб;
- Пучдалба (кат. Puigdàlber) — населення 449 осіб;
- Сан-Кінті-да-Мадіона (кат. Sant Quintí de Mediona) — населення 2.131 особа;
- Сан-Кугат-Сасґаррігас (кат. Sant Cugat Sesgarrigues) — населення 927 осіб;
- Сан-Льюренс-д'Уртонс (кат. Sant Llorenç d'Hortons) — населення 2.219 осіб;
- Сан-Марті-Саррока (кат. Sant Martí Sarroca) — населення 2.997 осіб;
- Сан-Пера-да-Ріудабіляс (кат. Sant Pere de Riudebitlles) — населення 2.319 осіб;
- Сан-Садурні-д'Анойа (кат. Sant Sadurní d'Anoia) — населення 11.790 осіб;
- Санта-Марґаріза-і-алс-Монжус (кат. Santa Margarida i els Monjos) — населення 6.459 осіб;
- Санта-Фе-дал-Панадес (кат. Santa Fe del Penedès) — населення 366 осіб;
- Субіратс (кат. Subirats) — населення 3.008 осіб;
- Турралабіт (кат. Torrelavit) — населення 1.275 осіб;
- Турреляс-да-Фош (кат. Torrelles de Foix) — населення 2.307 осіб;
- Улеза-да-Бунасбальш (кат. Olesa de Bonesvalls) — населення 1.556 осіб;
- Улердула (кат. Olèrdola) — населення 3.280 осіб;
- Фон-рубі (кат. Font-rubí) — населення 1.430 осіб.